# Petrus Bockelmann

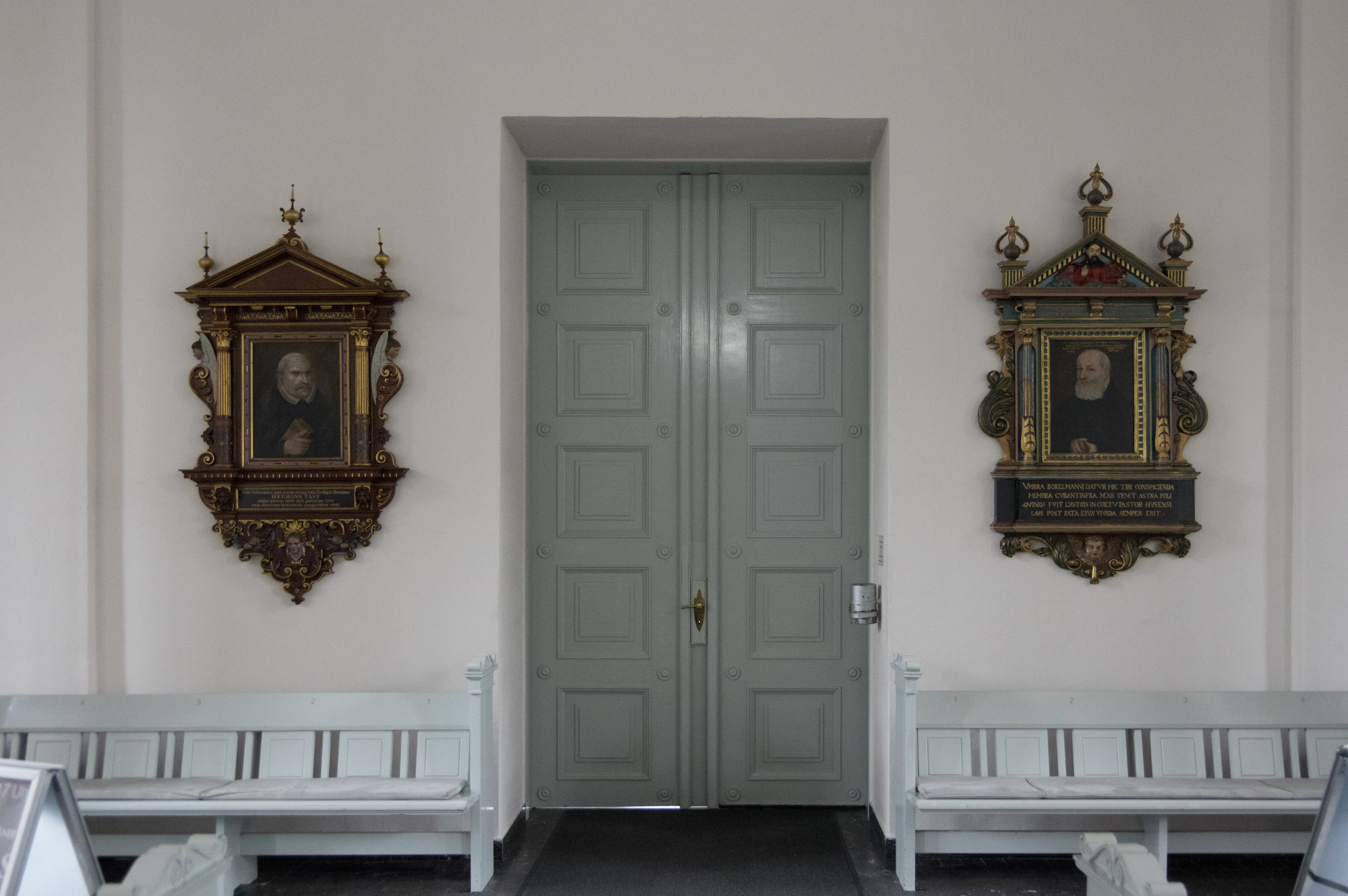
Epitaphe für Petrus Bockelmann (rechts) und Hermann Tast (links) in der Marienkirche (Husum)

Petrus Bockelmann oder Peter Bo(c)kelmann (* 22. Februar 1505 in Braunschweig; † 20. August 1576 in Husum) war ein deutscher lutherischer Theologe.

## Leben und Werk
Bockelmann erlebte als junger Mann in Braunschweig die Einführung der Reformation, wo 1524 erste lutherische Predigten gehalten wurden und 1528 die von Johannes Bugenhagen verfasste Kirchenordnung in Kraft trat. Er studierte Theologie an der Universität Wittenberg bei Martin Luther und Philipp Melanchthon. Direkt anschließend ging er 1527 nach Husum, wo er erster Rektor der neu gegründeten Gelehrtenschule, der heutigen Hermann-Tast-Schule, wurde. Im Jahre 1540 wechselte er als Pfarrer nach Hattstedt. 1552 wurde er Nachfolger von Hermann Tast als Prediger in Husum. Er wirkte dort bis zu seinem Tod im Jahre 1576. Nachfolger im Amt wurde Bockelmanns Kollege und Widersacher Johannes Hamer.
Im Abendmahlsstreit stand er auf Seiten des Hamburger Theologen Joachim Westphal, dem er freundschaftlich verbunden war. Entsprechend haben zwei überlieferte Veröffentlichungen Bockelmanns eucharistische Fragen zum Thema.
Sein Sohn Hermann Bockelmann († 1583) war Pastor in Oldenswort.